# Nevexequir (província)
Nevexequir (em turco: Nevşehir) é uma província da Turquia, na região da Anatólia Central, com capital na cidade homónima. Tem 5 485 km² de área e em dezembro de 2021 tinha 308 003 habitantes (densidade: 56,2 hab./km²). Embora o termo Capadócia também seja usado para designar uma região muito mais ampla, que se estende às províncias vizinhas de Caiseri, Niğde e Acsarai, a zona mais popular turisticamente da Capadócia localiza-se na província de Nevexequir.
| Províncias adjacentes a Nevexequir |         |         |
| Querxequir                         | Iozgate | Iozgate |
| Acsarai                            |         | Caiseri |
| Acsarai                            | Nide    | Caiseri |

A província é especialmente conhecida pelas peculiares formações rochosas naturais, nomeadamente chaminés de fada, pelos povoados escavados nas rochas, tanto nas encostas como no subsolo (cidades subterrâneas), e pelas inúmeras igrejas bizantinas, muitas delas escavadas na rocha e com frescos que remontam ao século VI.

## Subdivisões
Distritos 
- Acıgöl
- Avanos
- Derinkuyu
- Gülşehir
- Hacıbektaş
- Kozaklı
- Nevexequir
- Ürgüp

Mahalles 
Nota: Mahalles [tr] (lit.  "vizinhanças") são as subdivisões administrativas abaixo dos distritos, cujo nome é por vezes traduzido por "municípios".
Acıgöl
- İnallı
- Karapınar |
- Kurugöl
- Tatların

Avanos
- Akarca
- Avanos
- Çalış
- Göynük
- Kalaba
- Mahmat
- Özkonak
- Sarılar
- Topaklı

Derinkuyu
- Suvermez
- Yazıhüyük
- Abuuşağı

Gülşehir
- Gümüşkent
- Karacaşar
- Ovaören
- Tuzköy

Hacıbektaş
- Karaburna
- Kızılağıl
- Kalecik
- Kanlıca
- Karahasanlı
- Karasenir

Kozaklı
- Çat
- Göre
- Göreme
- Kavak
- Kaymaklı
- Narköy

Nevexequir
- Sulusaray
- Üçhisar
- Aksalur
- Başdere
- Mustafapaşa
- Ortahisar

Ürgüp
- Aksalur
- Başdere
- Mustafapaşa
- Ortahisar
- Ürgüp